# Jerzy Mastalerski

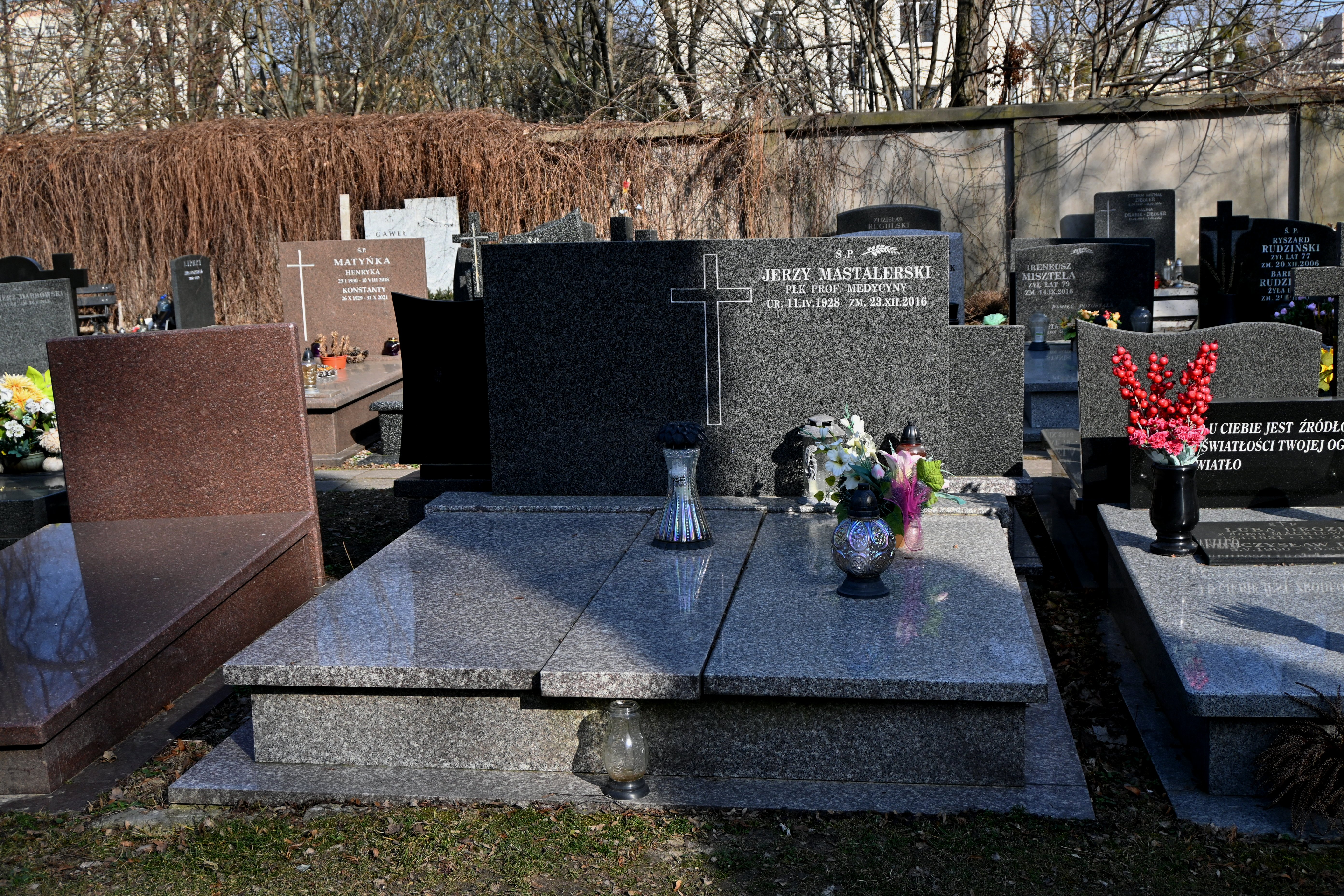
Grób prof. Jana Mastelarskiego na Cmentarzu ewangelicko-reformowanym w Warszawie

Jerzy Mastalerski (ur. 1928, zm. 23 grudnia 2016) – polski radiolog, prof. dr hab.

## Życiorys
W 1952 ukończył studia medyczne w Akademii Medycznej w Łodzi. W 1983 uzyskał tytuł profesora nauk medycznych. Został zatrudniony w Centralnym Szpitalu Klinicznym MSWiA.
Pochowano go na cmentarzu ewangelicko-reformowanym w Warszawie (kwatera 18-3-3).